# 1076
| Calendário gregoriano                                                        | 1076 MLXXVI                                           |
| Ab urbe condita                                                              | 1829                                                  |
| Calendário arménio                                                           | 525 – 526                                             |
| Calendário bahá'í                                                            | -768 – -767                                           |
| Calendário budista                                                           | 1620                                                  |
| Calendário chinês                                                            | 3772 – 3773 Início a 7 de fevereiro (aproximadamente) |
| Calendário copta                                                             | 792 – 793                                             |
| Calendário etíope                                                            | 1068 – 1069                                           |
| Calendários hindus - Vikram Samvat - Calendário nacional indiano - Cáli Iuga | 1131 – 1132 997 – 998 4176 – 4177                     |
| Calendário Holoceno                                                          | 11076                                                 |
| Calendário islâmico                                                          | 468 – 469                                             |
| Calendário judaico                                                           | 4836 – 4837                                           |
| Calendário persa                                                             | 454 – 455                                             |
| Calendário rúnico                                                            | 1326                                                  |
| Calendário solar tailandês                                                   | 1619                                                  |

1076 (MLXXVI, na numeração romana) foi um ano bissexto do século XI do Calendário Juliano, da Era de Cristo, e as suas letras dominicais foram  C e B (52 semanas), teve início a uma sexta-feira e terminou a um sábado.
No território que viria a ser o reino de Portugal estava em vigor a Era de César que já contava 1114 anos.
| Ano completo                          |
| ------------------------------------- |
| Ano bissexto com início à sexta-feira |

## Nascimentos
- 1 de junho — Mistislau I, grão-príncipe de Quieve de 1125 a 1132  (m. 1132).

## Mortes
- 21 de março — Roberto I, Duque da Borgonha.
- 4 de junho — Sancho Garcês IV de Pamplona, Rei de Pamplona (n. 1038).
- Raimundo Berengário I de Barcelona  (n. 1023).